# Prima Divisione (1922/1923)
Prima Divisione 1922/1923 (z wł. Pierwsza Dywizja) – 23. edycja najwyższej w hierarchii klasy mistrzostw Włoch w piłce nożnej, organizowanych przez FIGC, które odbyły się od 8 października 1922 do 15 lipca 1923. Mistrzem został Genoa, zdobywając swój ósmy tytuł.

## Organizacja
Po trudnym sezonie 1921/22, charakteryzującym się we Włoszech sporem o dwa różne i rywalizujące ze sobą mistrzostwa piłkarskie na skutek sporu między dużymi i małymi klubami o liczbę uczestników turnieju, wydany 22 czerwca 1922 roku kompromis Colombo rozwiązał schizmę, łącząc CCI i FIGC w jedną federację, i organizując mistrzostwa, w których 36 drużyn zostały podzielone na trzy krajowe grupy kierowane przez Ligę Północną (Lega Nord), podczas gdy na południu nadal rozgrywano tradycyjne mistrzostwa regionalne, koordynowane przez Ligę Południową (Lega Sud).
Liczba uczestników w Lega Nord została zwiększona z 24 do 36 drużyn, a w Lega Sud zmniejszona z 34 do 20 uczestników. 
Kluby z Lega Nord podzielono na trzy grupy po 12 drużyn. Następnie zwycięzcy grup walczyli w turnieju finałowym o tytuł mistrza Lega Nord.
W równoległym turnieju Lega Sud najpierw zostały wyłonione po dwie najlepsze drużyny z regionów Apulia, Kampania, Lacjum oraz po jednej z regionów Marche i Sycylia. Następnie zwycięzcy dwóch grup półfinałowych potem walczyli o tytuł mistrza Lega Sud.
W finale narodowym (wł. Finalissima) mistrz Lega Nord grał z mistrzem Lega Sud o mistrzostwo Włoch.

## Kluby startujące w sezonie

### Lega Nord
Grupa A
| Klub            | Miasto               | Stadion                        |
| --------------- | -------------------- | ------------------------------ |
| Casale          | Casale Monferrato    | Stadio Natale Palli            |
| Internazionale  | Mediolan             | Campo di via Goldoni           |
| Mantova         | Mantua               | Campo dell'Ippodromo Te        |
| Petrarca        | Padwa                | Stadio Tre Pini                |
| Pisa            | Piza                 | Stadio Arena Garibaldi         |
| Pro Vercelli    | Vercelli             | Campo piazzale Conte di Torino |
| Sampierdarenese | Sampierdarena, Genua | Stadio di Villa Scassi         |
| Speranza        | Savona               | Campo Valletta di San Michele  |
| Torino          | Turyn                | Campo Stradale Stupinigi       |
| Torinese        | Turyn                |                                |
| Verona          | Werona               | Campo di Piazza Cittadella     |
| Virtus Bologna  | Bolonia              |                                |

Grupa B
| Klub         | Miasto                 | Stadion                       |
| ------------ | ---------------------- | ----------------------------- |
| Bologna      | Bolonia                | Stadio Sterlino               |
| Cremonese    | Cremona                | Campo di via Persico          |
| Derthona     | Tortona                | Campo Fornaci                 |
| Esperia Como | Como                   | Campo di via Milano           |
| Genoa        | Genua                  | Stadio di via del Piano       |
| Juventus     | Turyn                  | Stadio di corso Marsiglia     |
| Legnano      | Legnano                | Stadio di via Pisacane        |
| Milan        | Mediolan               | Campo di viale Lombardia      |
| Modena       | Modena                 | Campo di Viale Fontanelli     |
| Rivarolese   | Rivarolo Ligure, Genua | Campo Torbella                |
| Spezia       | La Spezia              | Campo Sportivo Municipale     |
| Udinese      | Udine                  | Campo Sportivo di via Mentana |

Grupa C
| Klub         | Miasto      | Stadion                      |
| ------------ | ----------- | ---------------------------- |
| Alessandria  | Alessandria | Campo degli Orti             |
| Andrea Doria | Genua       | Campo Marassi via Clavarezza |
| Brescia      | Brescia     | Campo di via Cesare Lombroso |
| Livorno      | Livorno     | Campo di Villa Chayes        |
| Lucchese     | Lucca       | Campo Sant'Anna              |
| Milanese     | Mediolan    | Velodromo Sempione           |
| Novara       | Novara      | Campo di via Lombroso        |
| Novese       | Novi Ligure | Campo di Piazza d'Armi       |
| Padova       | Padwa       | Stadium                      |
| Pastore      | Turyn       | Campo di corso Peschiera     |
| Savona       | Savona      | Campo di Piazza d'armi       |
| SPAL         | Ferrara     | Campo di Piazza d'Armi       |

### Lega Sud
Apulia
| Klub           | Miasto  | Stadion                  |
| -------------- | ------- | ------------------------ |
| Audace Taranto | Taranto | Campo del Regio Arsenale |
| Ideale         | Bari    | Campo San Lorenzo        |
| Lecce          | Lecce   | Pista Comunale           |
| Liberty        | Bari    | Campo San Lorenzo        |
| Pro Italia     | Taranto | Campo del Regio Arsenale |

Kampania
| Klub        | Miasto                  | Stadion               |
| ----------- | ----------------------- | --------------------- |
| Bagnolese   | Bagnoli, Neapol         | Campo Ilva Bagnoli    |
| Cavese      | Cava de’ Tirreni        |                       |
| Internaples | Neapol                  | Campo di Agnano       |
| Savoia      | Torre Annunziata        | Campo Oncino          |
| Stabia      | Castellammare di Stabia | Campo di via Gragnano |

Lacjum
| Klub           | Miasto | Stadion                              |
| -------------- | ------ | ------------------------------------ |
| Alba Roma      | Rzym   |                                      |
| Fortitudo      | Rzym   | Campo Madonna del Riposo             |
| Juventus Audax | Rzym   | Campo Viale Angelico 71              |
| Lazio          | Rzym   | Stadio della Rondinella via Flaminia |
| Roman          | Rzym   | Campo Due Pini via Flaminia          |
| Romana         | Rzym   | Campo all'Olmo viale Angelico        |

Marche
| Klub       | Miasto | Stadion |
| ---------- | ------ | ------- |
| Anconitana | Ankona |         |

Sycylia
| Klub             | Miasto  | Stadion                     |
| ---------------- | ------- | --------------------------- |
| Libertas Palermo | Palermo | Campo Ranzano               |
| Messina          | Mesyna  | Stadio Militare Enzo Geraci |
| Palermo          | Palermo | Stadio Ranchibile           |

## Eliminacje do mistrzostw Włoch

### 1 runda
2 lipca 1922.
Bentegodi Verona – Sestrese 2:7
Como – Piacenza 1:2
Derthona – Vicenza 3:1
Enotria Goliardo – Libertas Firenze 1:2
Internazionale – Italia Milano 2:0
Parma – Treviso 1:2
Pastore – Viareggio 4:0
Rivarolese – Valenzana 2:0
Roman – Audace Roma 2:1
9 lipca 1922.
Derthona – Vicenza 4:0

### 2 runda
Brescia – Sestrese 2:0, 0:5
Internazionale – Libertas Firenze 3:0, 1:1
Piacenza – Livorno 1:4, 0:2
Rivarolese – Venezia 0:0, 2:1
Spezia – Pastore 1:1, 1:2
Treviso – Derthona 0:1, 0:1
23 lipca 1922. Piacenza.
Brescia – Sestrese 2:0

### 3 runda
17 września 1922.
Libertas Firenze – Piacenza 0:2
Sestrese – Venezia 1:0
Spezia – Treviso 3:0

### 4 runda
17 września 1922. Bolonia.
Piacenza – Spezia 0:2

### 5 runda
24 września 1922. Reggio nell’Emilia.
Sestrese – Spezia 1:2

## Lega Nord

### Kwalifikacje

#### Grupa A

##### Tabela
|     | Klub            | LM | Z  | R | P  | GZ | GS | +/- | Pkt. | Uwagi        |
| --- | --------------- | -- | -- | - | -- | -- | -- | --- | ---- | ------------ |
| 1.  | Pro Vercelli    | 22 | 17 | 2 | 3  | 49 | 14 | +35 | 36   | Kwalifikacja |
| 2.  | Torino          | 22 | 14 | 4 | 4  | 59 | 12 | +47 | 32   |              |
| 3.  | Sampierdarenese | 22 | 12 | 4 | 6  | 37 | 22 | +15 | 28   |              |
| 4.  | Pisa            | 22 | 11 | 3 | 8  | 43 | 33 | +10 | 25   |              |
| 5.  | Verona          | 22 | 9  | 6 | 7  | 29 | 26 | +3  | 24   |              |
| 6.  | Casale          | 22 | 7  | 9 | 6  | 23 | 17 | +6  | 23   |              |
| 7.  | Internazionale  | 22 | 8  | 5 | 9  | 33 | 37 | -4  | 21   |              |
| 7.  | Virtus Bologna  | 22 | 8  | 5 | 9  | 15 | 22 | -7  | 21   |              |
| 9.  | Mantova         | 22 | 6  | 6 | 10 | 18 | 27 | -9  | 18   | Spadek       |
| 10. | Torinese        | 22 | 6  | 4 | 12 | 23 | 41 | -18 | 16   | Spadek       |
| 11. | Petrarca        | 22 | 6  | 3 | 13 | 20 | 51 | -31 | 15   | Spadek       |
| 12. | Speranza        | 22 | 0  | 5 | 17 | 10 | 57 | -47 | 5    | Spadek       |

##### Wyniki
| Gospodarz \ Gość | CAS | HEL | INT | MAN | PET | PIS | PRO | SAM | SPE | TOR | USN | VIR |
| ---------------- | --- | --- | --- | --- | --- | --- | --- | --- | --- | --- | --- | --- |
| Casale           | —   | 3:0 | 1:0 | 1:0 | 4:0 | 0:0 | 0:1 | 0:0 | 3:0 | 1:1 | 1:0 | 2:0 |
| Verona           | 1:1 | —   | 0:2 | 2:0 | 2:1 | 1:2 | 0:0 | 1:1 | 3:1 | 1:0 | 3:0 | 1:0 |
| Internazionale   | 1:1 | 3:2 | —   | 2:3 | 4:0 | 2:0 | 1:5 | 4:2 | 3:0 | 2:2 | 1:0 | 0:2 |
| Mantova          | 0:0 | 1:1 | 1:1 | —   | 2:0 | 3:1 | 1:2 | 1:0 | 1:0 | 0:2 | 1:1 | 0:0 |
| Petrarca         | 2:2 | 2:3 | 3:1 | 1:0 | —   | 2:1 | 0:6 | 0:0 | 2:1 | 0:2 | 3:1 | 1:2 |
| Pisa             | 2:2 | 0:2 | 2:2 | 4:1 | 2:0 | —   | 2:1 | 5:0 | 7:1 | 2:1 | 3:0 | 1:0 |
| Pro Vercelli     | 3:0 | 2:1 | 1:0 | 1:0 | 2:0 | 3:1 | —   | 1:0 | 3:0 | 2:1 | 5:0 | 1:1 |
| Sampierdarenese  | 2:0 | 2:0 | 3:1 | 3:1 | 4:1 | 2:0 | 3:2 | —   | 6:0 | 1:0 | 2:0 | 3:1 |
| Speranza         | 0:0 | 1:3 | 0:0 | 1:1 | 0:1 | 2:4 | 0:3 | 0:2 | —   | 0:2 | 1:1 | 0:0 |
| Torino           | 1:0 | 1:1 | 6:0 | 3:0 | 8:0 | 6:1 | 2:0 | 2:0 | 8:0 | —   | 6:0 | 3:0 |
| Torinese         | 2:1 | 1:1 | 3:2 | 0:1 | 4:1 | 0:2 | 1:3 | 1:0 | 3:2 | 1:1 | —   | 4:0 |
| Virtus Bologna   | 1:0 | 2:0 | 0:1 | 1:0 | 0:0 | 2:1 | 0:2 | 1:1 | 1:0 | 0:1 | 1:0 | —   |

#### Grupa B

##### Tabela
|     | Klub         | LM | Z  | R  | P  | GZ | GS | +/- | Pkt. | Uwagi               |
| --- | ------------ | -- | -- | -- | -- | -- | -- | --- | ---- | ------------------- |
| 1.  | Genoa        | 22 | 17 | 5  | 0  | 61 | 18 | +43 | 39   | Kwalifikacja        |
| 2.  | Legnano      | 22 | 13 | 6  | 3  | 37 | 19 | +18 | 32   |                     |
| 3.  | Bologna      | 22 | 11 | 5  | 6  | 66 | 21 | +45 | 27   |                     |
| 4.  | Milan        | 22 | 8  | 10 | 4  | 32 | 28 | 4   | 26   |                     |
| 5.  | Juventus     | 22 | 10 | 5  | 7  | 31 | 21 | +10 | 25   |                     |
| 6.  | Cremonese    | 22 | 10 | 4  | 8  | 28 | 25 | +3  | 24   |                     |
| 6.  | Modena       | 22 | 10 | 4  | 8  | 24 | 23 | +1  | 24   |                     |
| 8.  | Spezia       | 22 | 5  | 9  | 8  | 20 | 29 | -9  | 19   | Baraże o utrzymanie |
| 8.  | Derthona     | 22 | 6  | 7  | 9  | 29 | 31 | -2  | 19   | Baraże o utrzymanie |
| 10. | Rivarolese   | 22 | 7  | 4  | 11 | 28 | 49 | -21 | 18   | Spadek              |
| 11. | Esperia Como | 22 | 1  | 4  | 17 | 11 | 49 | -38 | 6    | Spadek              |
| 12. | Udinese      | 22 | 1  | 3  | 18 | 14 | 68 | -54 | 5    | Spadek              |

##### Wyniki
| Gospodarz \ Gość | BOL | CRE | DER | ESP | GEN | JUV | LEG | MIL | MOD | RIV | SPE | UDI  |
| ---------------- | --- | --- | --- | --- | --- | --- | --- | --- | --- | --- | --- | ---- |
| Bologna          | —   | 3:0 | 2:2 | 5:0 | 1:2 | 4:1 | 5:1 | 0:2 | 2:0 | 6:0 | 5:0 | 14:0 |
| Cremonese        | 1:1 | —   | 2:0 | 3:0 | 1:2 | 1:0 | 0:2 | 0:1 | 0:0 | 4:0 | 2:0 | 1:0  |
| Derthona         | 1:1 | 0:2 | —   | 3:1 | 1:3 | 1:2 | 1:1 | 0:0 | 1:0 | 3:1 | 0:1 | 5:0  |
| Esperia Como     | 2:4 | 0:2 | 0:4 | —   | 2:8 | 0:1 | 0:1 | 1:4 | 0:1 | 1:2 | 0:0 | 3:2  |
| Genoa            | 2:1 | 2:0 | 4:1 | 0:0 | —   | 2:1 | 1:1 | 4:1 | 3:2 | 5:1 | 1:1 | 6:0  |
| Juventus         | 2:2 | 3:1 | 2:0 | 1:0 | 1:1 | —   | 1:0 | 2:2 | 4:0 | 5:0 | 0:0 | 2:0  |
| Legnano          | 1:0 | 4:0 | 1:1 | 2:0 | 1:1 | 3:2 | —   | 1:1 | 3:0 | 3:2 | 2:1 | 3:1  |
| Milan            | 0:8 | 2:1 | 1:1 | 1:1 | 1:3 | 0:0 | 1:0 | —   | 1:0 | 4:0 | 0:0 | 1:1  |
| Modena           | 2:0 | 1:1 | 1:0 | 2:0 | 1:2 | 1:0 | 0:0 | 1:1 | —   | 3:1 | 2:0 | 2:0  |
| Rivarolese       | 0:0 | 2:3 | 4:1 | 2:0 | 0:4 | 2:0 | 0:2 | 1:1 | 2:0 | —   | 2:2 | 3:1  |
| Spezia           | 2:1 | 0:1 | 1:1 | 0:0 | 0:4 | 1:0 | 0:2 | 2:1 | 2:3 | 0:0 | —   | 5:0  |
| Udinese          | 0:1 | 2:2 | 1:2 | 1:0 | 0:1 | 0:1 | 1:3 | 1:6 | 0:2 | 1:3 | 2:2 | —    |

##### Baraże
1 lipca 1923. Genua.
Derthona – Spezia 0:0 pd.
8 lipca 1923. Genua.
Derthona – Spezia 2:3

#### Grupa C

##### Tabela
|     | Klub         | LM | Z  | R | P  | GZ | GS | +/- | Pkt. | Uwagi         |
| --- | ------------ | -- | -- | - | -- | -- | -- | --- | ---- | ------------- |
| 1.  | Padova       | 22 | 14 | 4 | 4  | 47 | 21 | +26 | 32   | Baraż o awans |
| 1.  | Alessandria  | 22 | 14 | 4 | 4  | 34 | 14 | +20 | 32   | Baraż o awans |
| 3.  | Livorno      | 22 | 13 | 4 | 5  | 43 | 19 | +24 | 30   |               |
| 3.  | SPAL         | 22 | 12 | 6 | 4  | 37 | 15 | +22 | 30   |               |
| 5.  | Novara       | 22 | 12 | 2 | 8  | 41 | 24 | +17 | 26   |               |
| 6.  | Andrea Doria | 22 | 9  | 6 | 7  | 40 | 29 | +11 | 24   |               |
| 7.  | Brescia      | 22 | 8  | 4 | 10 | 34 | 28 | +6  | 20   |               |
| 8.  | Novese       | 22 | 5  | 9 | 8  | 26 | 32 | -6  | 19   |               |
| 9.  | Lucchese     | 22 | 6  | 4 | 12 | 24 | 55 | -31 | 16   | Spadek        |
| 10. | Milanese     | 22 | 3  | 8 | 11 | 23 | 43 | -20 | 14   | Spadek        |
| 11. | Pastore      | 22 | 4  | 3 | 15 | 16 | 53 | -37 | 11   | Spadek        |
| 12. | Savona       | 22 | 3  | 4 | 15 | 14 | 46 | -32 | 10   | Spadek        |

##### Wyniki
| Gospodarz \ Gość | ALE | ADO | BRE | LIV | LUC | NOV | USN | PAD | PAS  | SAV | SPA | USM |
| ---------------- | --- | --- | --- | --- | --- | --- | --- | --- | ---- | --- | --- | --- |
| Alessandria      | —   | 3:0 | 1:0 | 3:0 | 3:0 | 2:1 | 2:0 | 0:1 | 1:0  | 2:0 | 2:1 | 1:1 |
| Andrea Doria     | 1:1 | —   | 2:1 | 1:1 | 4:0 | 2:1 | 3:1 | 1:1 | 6:0  | 6:0 | 1:0 | 3:1 |
| Brescia          | 1:1 | 0:0 | —   | 2:1 | 4:0 | 2:0 | 3:1 | 1:2 | 2:0  | 1:0 | 2:2 | 4:0 |
| Livorno          | 2:0 | 2:0 | 4:1 | —   | 8:0 | 2:1 | 3:0 | 2:1 | 3:0  | 2:1 | 1:0 | 5:0 |
| Lucchese         | 0:2 | 2:2 | 1:0 | 0:1 | —   | 1:2 | 1:1 | 3:0 | 2:0  | 3:1 | 2:2 | 2:0 |
| Novara           | 2:3 | 7:0 | 1:0 | 2:0 | 3:1 | —   | 4:1 | 2:0 | 4:1  | 3:0 | 1:1 | 1:0 |
| Novese           | 0:2 | 1:0 | 0:0 | 1:1 | 4:1 | 2:0 | —   | 1:2 | 3:1  | 1:2 | 1:1 | 2:2 |
| Padova           | 1:0 | 2:1 | 2:1 | 1:1 | 6:1 | 2:1 | 2:2 | —   | 11:1 | 3:1 | 1:1 | 2:0 |
| Pastore          | 1:1 | 2:0 | 4:1 | 1:3 | 1:2 | 0:1 | 0:2 | 0:2 | —    | 1:0 | 1:0 | 0:0 |
| Savona           | 0:1 | 0:5 | 0:7 | 1:0 | 1:1 | 2:2 | 0:0 | 0:2 | 3:0  | —   | 0:1 | 1:1 |
| SPAL             | 1:0 | 2:1 | 3:0 | 2:0 | 5:0 | 1:0 | 1:1 | 1:0 | 4:0  | 2:0 | —   | 3:0 |
| Milanese         | 1:3 | 1:1 | 3:1 | 1:1 | 5:1 | 1:2 | 1:1 | 0:3 | 2:2  | 2:1 | 1:3 | —   |

##### Baraże
3 czerwca 1923. Mediolan.
Alessandria – Padova 1:2 pd.

### Finały

#### Tabela
|    | Klub         | LM | Z | R | P | GZ | GS | +/- | Pkt. | Uwagi        |
| -- | ------------ | -- | - | - | - | -- | -- | --- | ---- | ------------ |
| 1. | Genoa        | 4  | 3 | 1 | 0 | 8  | 2  | +6  | 7    | Kwalifikacja |
| 2. | Pro Vercelli | 4  | 1 | 1 | 2 | 5  | 5  | 0   | 3    |              |
| 3. | Padova       | 4  | 1 | 0 | 3 | 4  | 10 | -6  | 2    |              |

##### Wyniki
| Gospodarz \ Gość | GEN | PAD | PRO |
| ---------------- | --- | --- | --- |
| Genoa            | —   | 3:1 | 1:0 |
| Padova           | 0:3 | —   | 3:1 |
| Pro Vercelli     | 1:1 | 3:0 | —   |

## Lega Sud

### Kwalifikacje

#### Apulia

##### Tabela
|    | Klub           | LM | Z | R | P | GZ | GS | +/- | Pkt. | Uwagi        |
| -- | -------------- | -- | - | - | - | -- | -- | --- | ---- | ------------ |
| 1. | Pro Italia     | 8  | 6 | 1 | 1 | 25 | 7  | +18 | 13   | Kwalifikacja |
| 2. | Ideale         | 8  | 6 | 0 | 2 | 19 | 8  | +11 | 12   | Kwalifikacja |
| 3. | Audace Taranto | 8  | 3 | 3 | 2 | 15 | 11 | +4  | 9    |              |
| 4. | Liberty        | 8  | 2 | 1 | 5 | 10 | 18 | -8  | 5    |              |
| 5. | Lecce          | 8  | 0 | 1 | 7 | 7  | 32 | -25 | 1    | Spadek       |

##### Wyniki
| Gospodarz \ Gość | AUD | IDE | LEC | LIB | PRO |
| ---------------- | --- | --- | --- | --- | --- |
| Audace Taranto   | —   | 1:0 | 4:0 | 1:1 | 2:2 |
| Ideale           | 3:0 | —   | 7:0 | 1:0 | 1:0 |
| Lecce            | 2:2 | 2:4 | —   | 1:4 | 1:4 |
| Liberty          | 1:4 | 1:3 | 2:0 | —   | 1:4 |
| Pro Italia       | 2:1 | 4:0 | 5:1 | 4:0 | —   |

#### Kampania

##### Tabela
|    | Klub        | LM | Z | R | P | GZ | GS | +/- | Pkt. | Uwagi        |
| -- | ----------- | -- | - | - | - | -- | -- | --- | ---- | ------------ |
| 1. | Savoia      | 8  | 7 | 1 | 0 | 26 | 6  | +20 | 15   | Kwalifikacja |
| 2. | Internaples | 8  | 5 | 1 | 2 | 8  | 4  | +4  | 11   | Kwalifikacja |
| 3. | Stabia      | 8  | 4 | 0 | 4 | 12 | 11 | +1  | 8    |              |
| 4. | Cavese      | 8  | 3 | 0 | 5 | 11 | 19 | -8  | 6    |              |
| 5. | Bagnolese   | 8  | 0 | 0 | 8 | 1  | 18 | -17 | 0    |              |

##### Wyniki
| Gospodarz \ Gość | BAG | CAV | INT | SAV | STA |
| ---------------- | --- | --- | --- | --- | --- |
| Bagnolese        | —   | 0:1 | 0:2 | 0:2 | 0:2 |
| Cavese           | 2:0 | —   | 0:1 | 1:4 | 2:4 |
| Internaples      | 1:0 | 1:2 | —   | 0:0 | 1:0 |
| Savoia           | 6:1 | 7:2 | 2:0 | —   | 4:2 |
| Stabia           | 2:0 | 2:1 | 0:2 | 0:1 | —   |

#### Lacjum

##### Tabela
|    | Klub           | LM | Z | R | P | GZ | GS | +/- | Pkt. | Uwagi        |
| -- | -------------- | -- | - | - | - | -- | -- | --- | ---- | ------------ |
| 1. | Lazio          | 10 | 8 | 1 | 1 | 30 | 14 | +16 | 17   | Kwalifikacja |
| 2. | Alba Roma      | 10 | 7 | 1 | 2 | 42 | 13 | +29 | 15   | Kwalifikacja |
| 3. | Fortitudo      | 10 | 5 | 1 | 4 | 20 | 18 | +2  | 11   |              |
| 4. | Romana         | 10 | 3 | 1 | 6 | 12 | 21 | -9  | 7    |              |
| 5. | Juventus Audax | 10 | 3 | 0 | 7 | 14 | 31 | -17 | 6    |              |
| 6. | Roman          | 10 | 2 | 0 | 8 | 7  | 28 | -21 | 4    | Spadek       |

##### Wyniki
| Gospodarz \ Gość | ALB  | FOR | JUV  | LAZ | ROM | USR |
| ---------------- | ---- | --- | ---- | --- | --- | --- |
| Alba Roma        | —    | 3:1 | 11:0 | 2:7 | 4:1 | 3:0 |
| Fortitudo        | 3:2  | —   | 3:1  | 0:3 | 2:0 | 2:2 |
| Juventus Audax   | 0:2  | 2:5 | —    | 2:3 | 3:1 | 3:2 |
| Lazio            | 0:0  | 3:1 | 3:2  | —   | 2:0 | 4:1 |
| Roman            | 1:10 | 0:3 | 1:0  | 2:3 | —   | 0:1 |
| Romana           | 0:5  | 2:0 | 0:1  | 4:2 | 0:1 | —   |

#### Marche
Anconitana awansowała do półfinałów bez rozgrywania meczy, będąc jedyną drużyną reprezentacyjną Marche.

#### Sycylia

##### Tabela (turniej anulowany)
|    | Klub             | LM | Z | R | P | GZ | GS | +/- | Pkt. | Uwagi |
| -- | ---------------- | -- | - | - | - | -- | -- | --- | ---- | ----- |
| 1. | Messina          | 4  | 1 | 2 | 1 | 4  | 3  | +1  | 4    |       |
| 1. | Libertas Palermo | 4  | 1 | 2 | 1 | 5  | 5  | 0   | 4    |       |
| 1. | Palermo          | 4  | 1 | 2 | 1 | 4  | 5  | -1  | 4    |       |

##### Wyniki (turniej anulowany)
| Gospodarz \ Gość | LIB | MES | PAL |
| ---------------- | --- | --- | --- |
| Libertas Palermo | —   | 1:1 | 2:0 |
| Messina          | 2:0 | —   | 0:0 |
| Palermo          | 2:2 | 2:1 | —   |

Turniej kwalifikacyjny, z meczami u siebie i na wyjeździe, rozpoczął się bez zgody FIGC i został unieważniony. W każdym razie trzy drużyny zakończyły turniej z 4 punktami każda. Lega Sud nakazała powtórzenie, zmuszając drużyny do rozegrania jednej rundy i meczów na neutralnym boisku.

##### Tabela
|    | Klub             | LM | Z | R | P | GZ | GS | +/- | Pkt. | Uwagi        |
| -- | ---------------- | -- | - | - | - | -- | -- | --- | ---- | ------------ |
| 1. | Libertas Palermo | 2  | 2 | 0 | 0 | 3  | 0  | +3  | 4    | Kwalifikacja |
| 2. | Messina          | 2  | 1 | 0 | 1 | 2  | 1  | +1  | 2    |              |
| 3. | Palermo          | 2  | 0 | 0 | 2 | 0  | 4  | -4  | 0    |              |

##### Wyniki
22 kwietnia 1923. Trapani
Libertas Palermo – Palermo 2:0
29 kwietnia 1923. Mesyna
Messina – Palermo 2:0
6 maja 1923. Neapol
Libertas Palermo – Messina 1:0

### Półfinały

#### Grupa A

##### Tabela
|    | Klub       | LM | Z | R | P | GZ | GS | +/- | Pkt. | Uwagi        |
| -- | ---------- | -- | - | - | - | -- | -- | --- | ---- | ------------ |
| 1. | Savoia     | 6  | 4 | 2 | 0 | 11 | 3  | +8  | 10   | Kwalifikacja |
| 2. | Alba Roma  | 6  | 3 | 1 | 2 | 8  | 5  | +3  | 7    |              |
| 2. | Anconitana | 6  | 3 | 1 | 2 | 10 | 9  | +1  | 7    |              |
| 4. | Pro Italia | 6  | 0 | 0 | 6 | 0  | 12 | -12 | 0    | Spadek       |

##### Wyniki
| Gospodarz \ Gość | ALB | ANC | PRO | SAV |
| ---------------- | --- | --- | --- | --- |
| Alba Roma        | —   | 4:1 | 2:0 | 0:0 |
| Anconitana       | 2:0 | —   | 2:0 | 0:2 |
| Pro Italia       | 0:2 | 0:2 | —   | 0:2 |
| Savoia           | 2:0 | 3:3 | 2:0 | —   |

#### Grupa B

##### Tabela
|    | Klub             | LM | Z | R | P | GZ | GS | +/- | Pkt. | Uwagi        |
| -- | ---------------- | -- | - | - | - | -- | -- | --- | ---- | ------------ |
| 1. | Lazio            | 6  | 6 | 0 | 0 | 29 | 4  | +25 | 12   | Kwalifikacja |
| 2. | Ideale           | 6  | 4 | 0 | 2 | 8  | 11 | -3  | 8    |              |
| 3. | Libertas Palermo | 6  | 2 | 0 | 4 | 10 | 20 | -10 | 4    |              |
| 4. | Internaples      | 6  | 0 | 0 | 6 | 2  | 14 | -12 | 0    |              |

##### Wyniki
| Gospodarz \ Gość | IDE | INT | LAZ | LIB  |
| ---------------- | --- | --- | --- | ---- |
| Ideale           | —   | 1:0 | 0:3 | 3:2  |
| Internaples      | 0:2 | —   | 0:3 | 1:2  |
| Lazio            | 6:0 | 4:0 | —   | 10:2 |
| Libertas Palermo | 0:2 | 2:1 | 2:3 | —    |

### Finały
24 czerwca 1923, Torre Annunziata
Savoia – Lazio 3:3
1 lipca 1923, Rzym
Lazio – Savoia 4:1

## Finał
15 lipca 1923, Genua
Genoa – Lazio 4:1
22 lipca 1923, Rzym
Lazio – Genoa 0:2
Skład mistrzów: Giovanni De Prà, Delfo Bellini, Renzo De Vecchi, Ottavio Barbieri, Luigi Burlando, Ettore Leale, Ettore Neri, Daniele Moruzzi, Edoardo Catto, Aristodemo Santamaria, Augusto Bergamino.